# Philippe Séguela
Philippe Séguela, né le 2 août 1759 à Montauban et mort le 6 mars 1794 à Saint-Martin-le-Blanc, est un homme d'Église et révolutionnaire français.

## Biographie
Il est attaché depuis 1782 au collège de la Flèche. Professeur d'éloquence et de poésie, il fait paraître à La Flèche un discours versifié sur La liberté de la presse en 1790.
Noël-Gabriel-Luce Villar l'attire près de lui. Prêtre de la doctrine chrétienne, il devient le second vicaire épiscopal de la Mayenne après l'élection de Villar comme évêque constitutionnel de la Mayenne. Il est attaché au Collège de Laval. Les électeurs le nommèrent curé de l'église Saint-Vénérand de Laval, mais il refuse.
Il est un des rédacteurs du journal Le Patriote du département de la Mayenne. Dominique Rabard et Philippe Séguela, quoique confrères dans le conseil épiscopal et au collège de Laval, étaient fort divisés d'opinions politiques ; le premier était du parti de la Montagne, l'autre de celui des Girondins. Ils s'attaquent souvent au club, avec aigreur, et en ennemis déclarés.
Girondin, il prend part à la levée de boucliers qu'ils font après le 31 mai 1793. Isidore Boullier indique qu'on croit qu'il mourut dans les environs de Caen, des suites de cette campagne de huit jours.